# Corbin de Stresemann
Zavattariornis stresemanni
Genre
Espèce
Statut de conservation UICN

 EN A2bc+3bc+4bc : En danger
Le Corbin de Stresemann (Zavattariornis stresemanni) est une espèce de passereau de la famille des corvidés.
Le Corbin de Streseman a été découvert en 1937. Edoardo Zavattari (1883-1972), ancien directeur de l'institut zoologique de l'université de Rome, l'a observé en avril 1937 au cours de deux expéditions dans le bush en Éthiopie du Sud. L'oiseau a reçu son nom en l'honneur de l'ornithologue allemand Erwin Stresemann (1889-1972). C'est en 1938 qu'il a été décrit pour la première fois par l'ornithologue italien Edgardo Moltoni (1896-1980) et a été classifié dans le genre monotype Zavattariornis.

## Aspect et mode de vie
Ces oiseaux, semblables aux étourneaux, atteignent une taille de 30 cm. Ils sont gris bleu dans leur apparence générale mais avec une coloration presque blanche sur le front. La gorge et la poitrine sont couleur crème et les plumes de parade ainsi que la queue d'un noir brillant. Les pointes des plumes ont tendance à devenir brune. Le mâle et la femelle se ressemblent, les jeunes sont colorés d'une façon qui leur donne une apparence un peu plus sale. L'iris est brun et les yeux sont entourés d'un cercle bleu clair dû à la peau nue de leur visage. Bec, pieds et pattes sont noirs.
En dehors de la période de reproduction, ces oiseaux sont très sociables. Ils aiment la compagnie des Spréos à calotte blanche (Spreo albicapillus) et forment des groupes de quatre à dix individus. Ils se nourrissent d'insectes.

## Aire de répartition
Sa présence se limite aux savanes épineuses, aux savanes à herbe courte et aux savanes d'acacias dans le sud de l'Éthiopie à proximité des localités de Yavello, Mega et Arero.

## Reproduction
Les nids sont construits à une hauteur de 6 m dans des buissons d'acacias. La ponte se compose habituellement de cinq à six œufs de couleur crème avec les taches couleur lilas. Le nid est convexe avec une entrée tubulaire sur le dessus. L'incubation a lieu de février-mars jusqu'à mai-juin. En raison de la longueur de cette période, il est possible que plusieurs couples visitent le nid et que des jeunes des couvées précédentes aident à élever les petits derniers.